# 아르네브
아르네브(Arneb)는 토끼자리에서 가장 밝은 별로 바이어 명명법에 의하면 토끼자리 알파로 읽는다. 전통적 명칭인 아르네브는 아랍어로 산토끼라는 뜻이다.
아르네브는 초거성 단계를 지난 늙고 죽어가는 별로, 항성진화 단계 후반에서 수축하면서 가열되는 단계에 있는 것으로 추측된다. 또는 아직도 팽창하면서 초거성 단계로 진행하고 있는 것으로도 보는 학자들이 있다. 질량은 태양의 10배에 조금 못 미치며, 최종 진화 단계는 뜨거운 백색 왜성이 될 것이다. 다만, 마지막까지 남아 있는 질량이 많을 경우 초신성으로 알려진 극적인 항성 폭발 단계를 겪을 것으로 보인다.